# Granica chorwacko-serbska

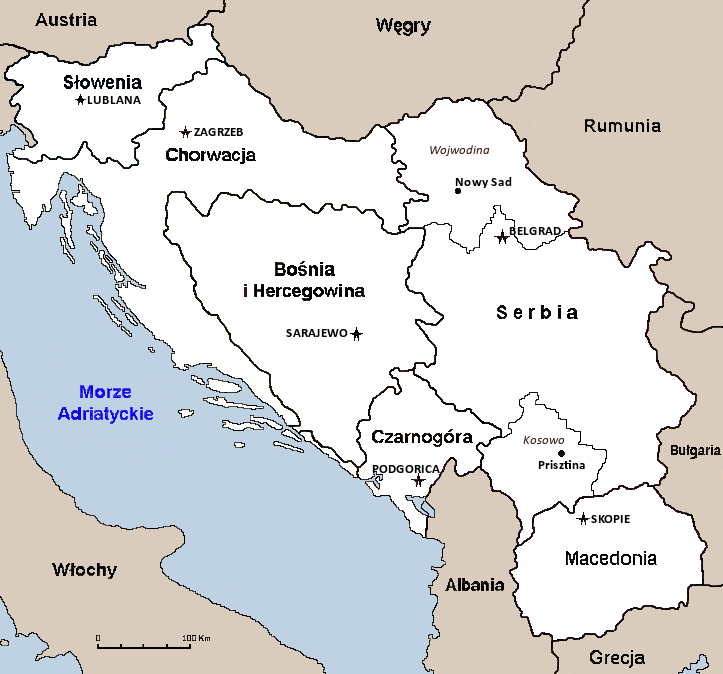
Państwa byłej Jugosławii

Granica chorwacko-serbska – granica państwowa, pomiędzy Chorwacją oraz Serbią o długości 217 km.

## Kształtowanie się granicy
Granica powstała jako granica pomiędzy republikami związkowymi Chorwacji i Serbii w ramach Jugosławii. Po śmierci marszałka Tito Jugosławia zaczęła się rozpadać i w początku lat 90. wybuchła wojna pomiędzy Chorwacją i Serbią. W jej wyniku granice nie uległy zmianie. W 2006 po podziale Serbii i Czarnogóry powstała obecna granica.

## Przebieg granicy
Granica zaczyna się na trójstyku z Węgrami, w pobliżu miejscowości Hercegszántó (HUN) i Draž (HRV). Aż do miasta Ilok granica biegnie wzdłuż koryta Dunaju, przekraczając go w kilku miejscach. Następnie granica odbija na południe i w pobliżu miasta Drenovci (HRV) osiąga trójstyk z granicami Bośni i Hercegowinie na rzece Sawa.

## Przejścia graniczne
- Batina
- Erdut
- Ilok
- Ilok II
- Principovac
- Sot
- Bajakovo